# 세네갈 농구 국가대표팀
세네갈 농구 국가대표팀은 세네갈의 농구 대표팀이다.